# Eri Yukimura
Eri Yukimura (幸村 恵理 Yukimura Eri?,  Prefectura de Aomori, Japón, 6 de diciembre de 1998) es una seiyū japonesa. Ha participado en animaciones como Kōya no Kotobuki Hikōtai y Mewkledreamy, entre otras. Está afiliada a VIMS.

## Roles Interpretados

### Series de Anime
2018
- To Aru Majutsu no Index Ⅲ como Tsushima

2019
- Kōya no Kotobuki Hikōtai como Emma
- Kaguya-sama wa Kokurasetai: Tensai-tachi no Ren'ai Zunōsen como estudiante
- Dōkyonin wa Hiza, Tokidoki, Atama no Ue. como Recepcionista
- Joshi Kōsei no Mudazukai como
- Dungeon ni Deai o Motomeru no wa Machigatteiru Darō ka Ⅲ como Rōrie
- Ahiru no Sora como Yoshino

2020
- Mewkledreamy como Kotoko Imai

2022
- Blue Lock como Anri Teieri

### Videojuegos
2018
- THE IDOLM@STER SHINY COLORS como Fuyuko Mayuzumi

2019
- Dead or Alive Xtreme Venus Vacation como Monica

2020
- Magia Record como Ranka Chizu
- Azur Lane como Vauquelin y Tartu
- Pokémon Masters EX como Yūri (Gloria)